# شين جونز (مؤلف)
شين جونز (بالإنجليزية: Shane Jones)‏ (1980، ألباني في الولايات المتحدة)؛ كاتب، شاعر وروائي أمريكي.